# Keiichiro Toyama
 (novembre 2019).
Si vous disposez d'ouvrages ou d'articles de référence ou si vous connaissez des sites web de qualité traitant du thème abordé ici, merci de compléter l'article en donnant les références utiles à sa vérifiabilité et en les liant à la section « Notes et références ».
Keiichiro Toyama (外山圭一郎, Toyama Keiichiro) est un concepteur de jeu vidéo japonais. Il est à l'origine des séries de jeux d'horreur Silent Hill et Forbidden Siren. Directeur de jeu, il s'implique également dans le game design et l'écriture de scénario.

## Biographie
Chez Konami, il réalise le premier épisode de la série Silent Hill (1999) sur PlayStation, devenu un monument du survival horror. Réputé pour son atmosphère étouffante, la psychologie de ses personnages et un contexte scénaristique riche, le jeu rencontre un franc succès et engendre d'autres opus (auxquels Toyama ne participe pas).
Keiichiro Toyama part ensuite travailler au sein du studio SCE Japan Studio et mène l'équipe Project Siren avec laquelle il conçoit un autre jeu d'horreur Forbidden Siren (2003) sur PlayStation 2. C'est le premier jeu du genre à intégrer des éléments propres au jeu d'infiltration, notamment avec le procédé original de « Vision », qui permet au joueur de voir ponctuellement à travers les yeux des ennemis. L'histoire, qui se déroule dans un village reculé japonais, se caractérise par une trame éclatée. L'originalité et la force de l'expérience tient à ce que la compréhension du récit relève d'une participation active du joueur, qui doit analyser les dialogues, éplucher les archives disséminées dans le jeu et visiter divers liens internet. Le jeu a connu un succès critique mais sa difficulté corsée a découragé nombreux joueurs. Deux suites voient le jour : Forbidden Siren 2 en 2006 et Siren: Blood Curse en 2008.
Toyama a ensuite réalisé le jeu Gravity Rush, sorti sur PlayStation Vita en 2012. Sa suite, Gravity Rush 2, est sortie en 2017 sur PlayStation 4.
Toyama quitte SCE Japan Studio le 3 décembre 2020, et fonde la même année son propre studio intitulé Bokeh Game Studio.